# Julie Wood
Julie Wood is een stripfiguur die een rol speelt in de Michel Vaillant strips.
Daarnaast heeft Julie Wood een eigen stripserie, getekend en geschreven door Jean Graton.
In de film Michel Vaillant wordt het personage vertolkt door Diane Kruger.
Julie Wood is gebaseerd op Dominique Biarent, dochter van een vriend van Jean Graton. Biarent is in het echte leven hoofd van de dienst intensieve zorg van het UKZKF

## Albums
1. Julie Wood
2. Duivelse Motoren
3. 500 Dwazen aan de start
4. Julie krijgt het niet voor niets
5. De motorduivel
6. Een Stier, een Gorilla... en een zijspan
7. Orkaan over Daytona
8. Bol D'or